# Åsskards kommun
Åsskards kommun (norska: Åsskard kommune) var en kommun i Møre og Romsdal fylke i västra Norge. Kommunen omfattade ett område i den norra delen av nuvarande Surnadals kommun. Byn Åsskard utgjorde kommunens centralort.

## Administrativ historik
Åsskards kommun (Åsgårds kommun) upprättades den 1 maj 1895 genom utbrytning ur Stangviks kommun. Kommunen hade 629 invånare vid upprättandet.
Den 1 juli 1915 överfördes ett bebott område (med 114 invånare) från Halsa kommun till Åsskards kommun.
Den 1 januari 1965 gick Åsskards kommun, tillsammans med en del av Stangviks kommun, upp i Surnadals kommun. Kommunens hade då 1 014 invånare.